# Vladimír Labant
Vladimír Labant (n. 8 iunie 1974) este un fost jucător slovac de fotbal. El a jucat pentru echipa națională de fotbal a Slovaciei pe postul de fundaș stânga.

## Cariera
A semnat cu AC Sparta Praga în 1999, iar meciurile bune făcute aici l-au făcut cunoscut printre echipele europene, cu PSV Eindhoven din Olanda dorind să-l achiziționeze. Dintre toate echipele care îl urmăreau, cea care avea să aibă câștig de cauză a fost West Ham United, care a plătit în schimbul serviciilor sale un milion de lire sterline în ianuarie 2002. El și-a făcut debutul pentru West Ham intrând ca rezervă în Cupa Angliei împotriva lui Chelsea. În acest meci el a dat o centrare care a fost fructificată de Freddie Kanoute și în urma căreia West Ham a egalat. El a încheiat sezonul 2001-2002 cu 14 meciuri în prima echipă pentru West Ham.
În sezonul următor a fost sacrificat și uitat pe bancă din cauză că echipa se bătea la retrogradare. Jucând într-un singur meci pentru West Ham în sezonul 2002-2003, într-un meci pierdut cu 4-0 cu Newcastle United el a revenit la Sparta Praga sub formă de împrumut în decembrie 2002 și în cele din urmă a semnat definitiv cu Sparta în vara anului 2003.
Labant și-a terminat cariera de fotbalist la FC Spartak Trnava în Superliga Slovaciei.

## La națională
Labant a jucat 27 de meciuri pentru echipa națională de fotbal a Slovaciei. El și-a făcut debutul împotriva României într-un meci de calificare la Campionatul European, pe 27 martie 1999, un meci în care a fost eliminat după ce a primit două cartonașe galbene. Ultimul meci jucat de Labant la națională a fost cel împotriva Austriei la 31 martie 2004.ref name=lt/>